# Alte Seilerei Hartmann

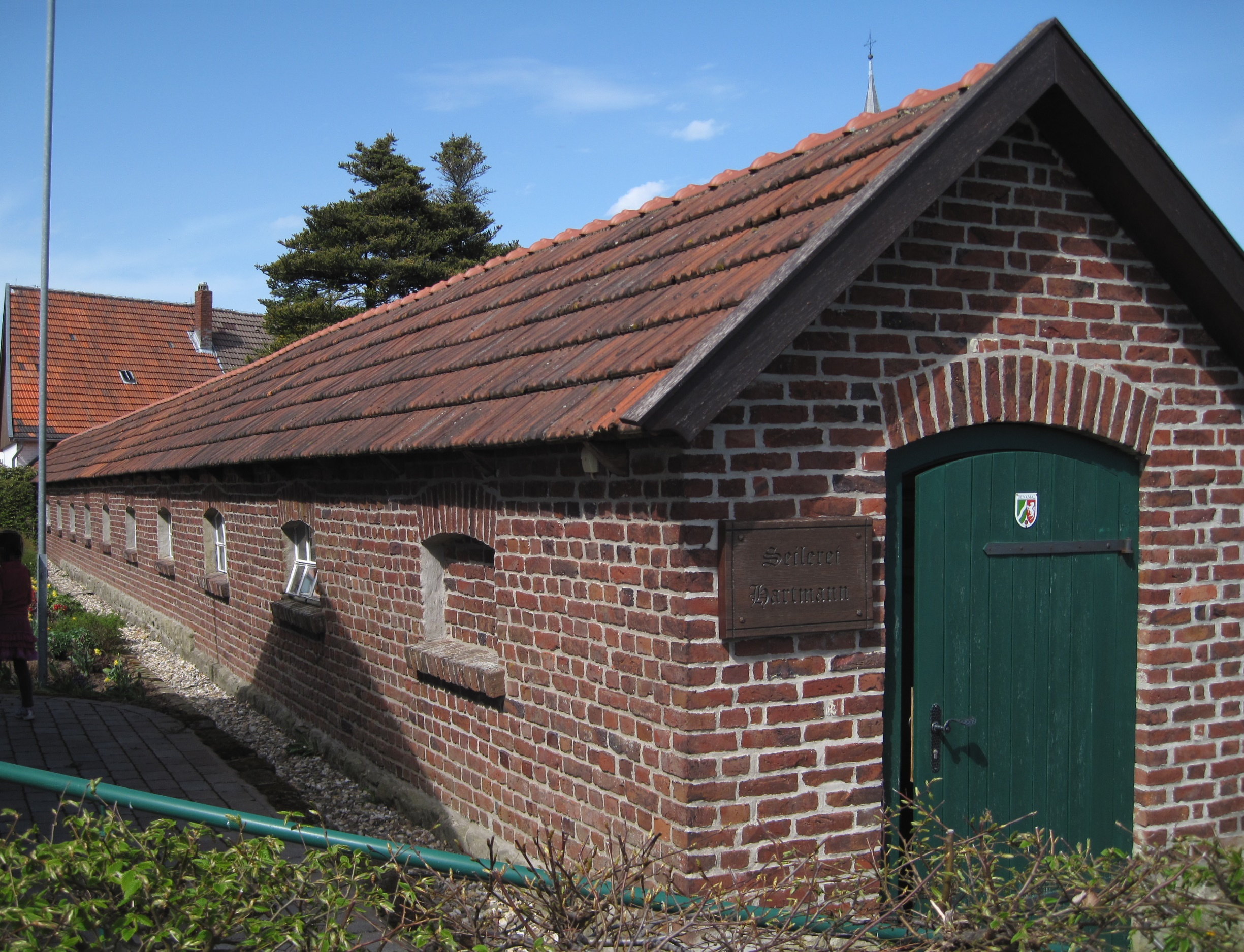
Seilerei Hartmann

Die alte Seilerei Hartmann ist ein denkmalgeschütztes Profangebäude in Rüthen, im Kreis Soest (Nordrhein-Westfalen).

## Geschichte und Architektur

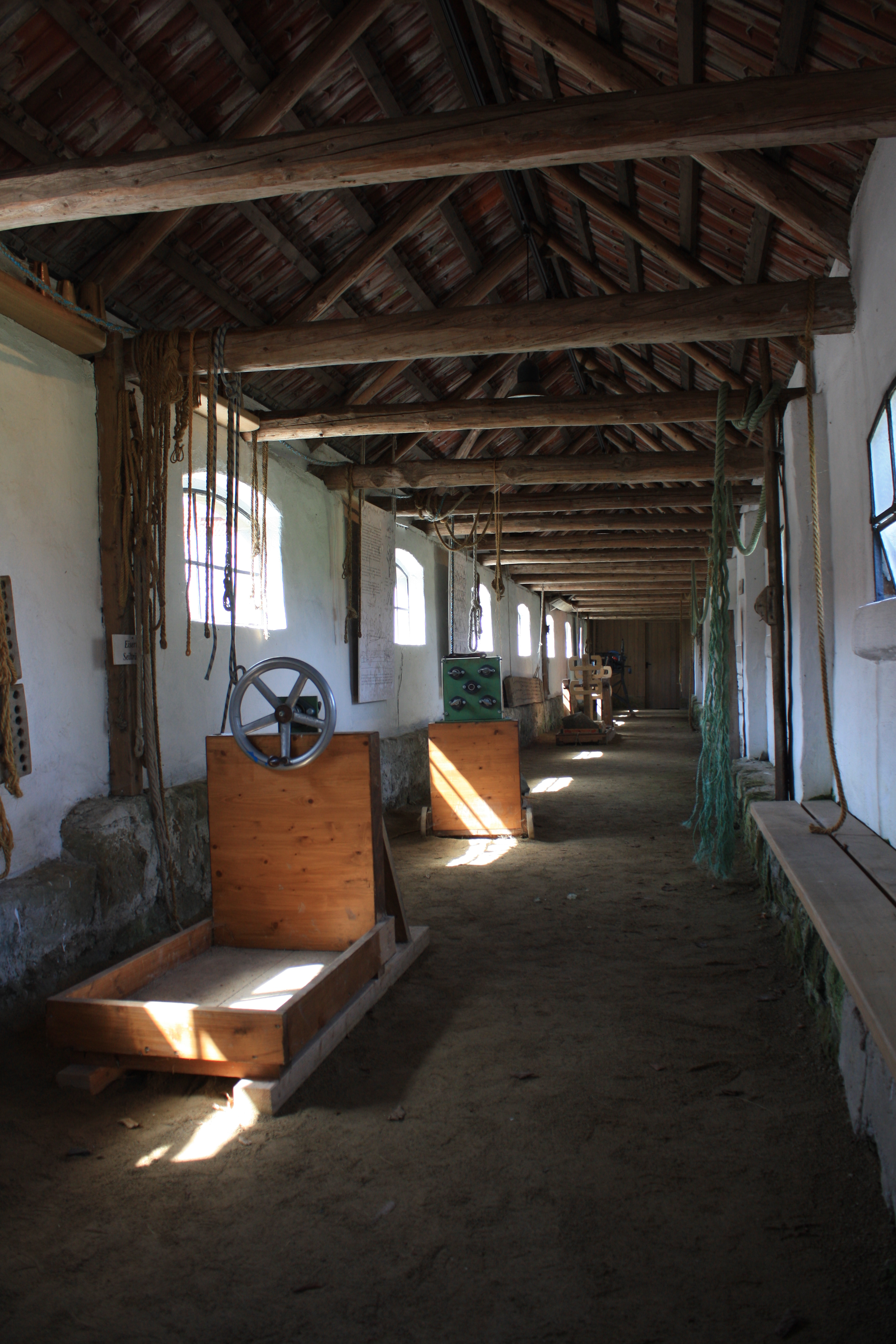
Innenansicht mit Gerätschaften

In Personallisten und Schatzungsregistern ist die Seilerei von 1648 bis 1759 im Oesteren Stadtquartal nachgewiesen. 1848 gab es in Rüthen sechs Seilereien, 1805 noch drei und 1900 noch zwei Betriebe, zu denen auch Hartmann im Seilerweg gehörte. Das Seilereihandwerk gehörte zu den Gewerben, die keiner Zunft zugehörig waren. Letzter Seiler war Josef Hartmann dessen Betrieb 1937 schloss. 
Das aus Ziegeln gemauerte Gebäude ist langgestreckt. Es ist restauriert, im Inneren sind etliche zur Seilerei notwendigen Vorrichtungen und Werkzeuge ausgestellt.